# The Way (Album)
The Way  ist ein Jazzalbum des Joachim Kühn French Trio. Die im Salinas Studio auf Ibiza entstandenen Aufnahmen erschienen 2024 auf ACT.

## Hintergrund
Pianist Joachim Kühn hatte mit Jean-François Jenny-Clark und Daniel Humair in den 1980er-Jarhen ein viel gelobtes Trio, das nach Ansicht von Frank Graham „eine instinktive Eliminierung der harmonischen Raffinesse von McCoy Tyner und Chick Corea [mit den] Freiheiten von Ornette Coleman [und dem] Sinn für Disziplin und Hingabe zur Musik“ verband. Kühn hatte seitdem mit zwei weiteren Trios über einen längeren Zeitraum gearbeitet – mit dem World Trio mit dem marokkanischen Guembri-Spieler Majid Bekkas und dem spanischen Perkussionisten Ramón López sowie dem New Trio mit Chris Jennings und Eric Schaefer. Für Siggi Lochs Label ACT Music nahm Kühn 2023 mit seinem, laut Pressenotizen „französischem Trio“ ein weiteres Trio-Album auf. Thibault Cellier (Bass) ist vor allem für seine Arbeit mit Papanosh und Novembre bekannt, während Sylvain Darrifourcq (Schlagzeug) mit einem von Kühns Mitmusikern der letzten Zeit, dem Saxophonisten Émile Parisien, verbunden ist und mit ihm selbst bereits im Projekt Sfumato auftrat. Die drei Musiker trafen sich im Juni 2023 in Kühns Haus auf Ibiza zu Proben, um dann in dessen Heimstudio aufzunehmen.

## Titelliste
- Joachim Kühn French Trio: The Way (ACT 9991)[2]

1. Homogeneous Emotions (Ornette Coleman) 8:00
2. The Way (Joachim Kühn, Sylvain Darrifourcq, Thibault Cellier) 14:05
3. Go Süd 11:03
4. Supertonic 11:22

Wenn nicht anders vermerkt, stammen die Kompositionen von Joachim Kühn.

## Rezeption

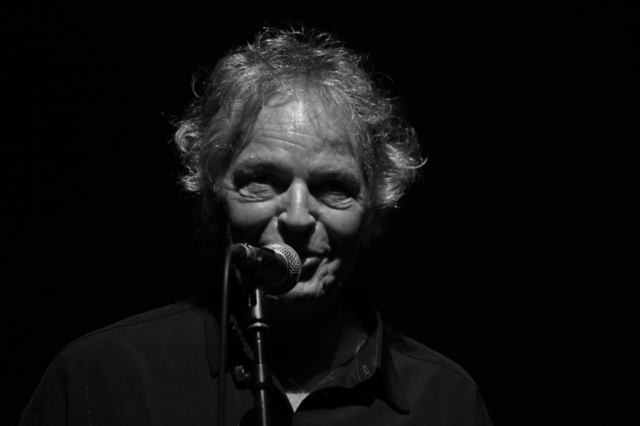
Joachim Kühn (2014)

Kühns Trio mit dem französischen Bassisten Jean-François Jenny-Clark und dem Franko-Schweizer Schlagzeuger Daniel Humair habe mehr als zwei Jahrzehnte lang stilprägend im freien europäischen Jazz gewirkt, und Joachim Kühn würde es nach wie vor „das Trio meines Lebens“ nennen. Das sei nachvollziehbar, meinte Hans-Jürgen Linke in der Frankfurter Rundschau. Auch wenn die Arbeit im Trio eine Konstante in Kühns Musikerleben ist, habe keine der folgenden Formationen vergleichbare Konsistenz und Kontinuität erreicht. Kühns neues „French Trio“ scheint anzuknüpfen an damals – Im Duktus erinnere es vom ersten Augenblick an die alte Formation. Es gebe auch die gleiche gegenseitige intuitive Verständigungsbereitschaft, die enorme Freiheit von damals (deren Voraussetzungen und Gestalten sich allerdings geändert haben). „Es herrscht insgesamt ein vergleichbar flüssiger und nirgends aalglatter Schwung und ein haltbarer Überschwang.“ Aber das aktuelle French Trio sei keine Wiederauflage von etwas Altem, trotz aller Ähnlichkeiten.
The Way sei ein Soundtrack der tosenden Meere, wo unerbittliche Wut und natürliche Schönheit in Harmonie koexistieren, schrieb Dave Sumner (Daily Bandcamp). Der Pianist Joachim Kühn kehre damit zum Trio-Format zurück und zeige zusammen mit dem Kontrabassisten Thibault Cellier und dem Schlagzeuger Sylvain Darrifourcq sein makelloses Gespür mit komplexer melodischer Kunstfertigkeit. Diese Musik würde hin und her peitschen, das „schöne Auge des Sturms“ unterbrechen und dann auf der anderen Seite für den zweiten Akt des Sturms wieder herauskommen.
Wenn es einen offensichtlichen Unterschied zwischen diesem Trio und Kühn/Humair/Jenny-Clark gibt, abgesehen von der oberflächlichen Erklärung „verschiedene Menschen, unterschiedliche Zeiten“, dann sei es sicherlich der, dass Köhn, Cellier und Darrifourcq eine langfristige einer schnellen Entwicklung vorziehen, so Frank Graham in UK Jazz News. Alles in allem sei es einfach ein atemberaubendes Werk und eine starke Erinnerung daran, dass Kühn immer noch eine entscheidende Kraft an der Spitze der Musik ist.
Alban Nikolai Herbst, der das Album in Faust-Kultur vorstellte, entdeckt in seiner Musik die intime Atmosphäre der Aufnahme auf Ibiza, die zu einer luftigen, fast mysteriösen Klangwelt führte. Hier regiere allein musikalisches Denken und keine Orientierung am Kommerz. Entsprechend seien die Strukturen komplex. Fast selbstverständlich scheine der Free Jazz immer wieder auf, auch wenn die dissonanten Ballungen meist vorsichtig gewählt seien. Dennoch führe das etwa bei „The Way“ zu Aufbäumungen. Umso weicher freilich wirkten (obwohl sie das eigentlich nicht sind) die beiden folgenden langsamen Stücke aus der Feder Kühns; aus »Weichheit« werde da Innigkeit. Wirklich wild werde es nie; dafür sei Kühns »French Trio« viel zu mediterran und biete rundum Kammermusik. Wer die schätze, tue gut daran, das »French Trio« ins eigene Musik-Portfolio mit aufzunehmen. The Way sei „ein Genuss für alle, die abseits des Mainstreams nach echten Jazzperlen suchen.“
Roland Spiegel stellte The Way in der Sendung „Leporello“ am 23. Oktober 2024 auf BR-Klassik vor. Nach Produktionen mit jeweils deutlich mehr und viel kürzeren Stücken spiele Kühn jetzt wieder längere Stücke – und ziehe Zuhörende damit in einen starken Bann. Es sei „Musik für Hinhör-Willige. Nicht für die Nebenbei-Beschallung.“ Denn die Musiker des Trios   machten hier überhaupt keine Kompromisse. Es handele sich um „sehr eng verzahnte Kommunikation“ von „Dreien, die offenbar viel Lust am quirligen und kantigen Gedankenaustausch mit Tönen haben. Sturm und Drang und sinnliches Vergnügen! Nirgends ein liebliches Klang-Geplauder.“ So jung wie in diesen frei aufspielenden Trio-Improvisationen habe Kühn schon lange nicht mehr auf einem Album geklungen.